# 長野県立下伊那農業高等学校
もしかして
- 長野県下伊那農業高等学校

ではありませんか？